# Groșii Țibleșului
Groșii Țibleșului is een Roemeense gemeente in het district Maramureș.
Groșii Țibleșului telt 2146 inwoners.